# 詹山
詹山（?—?），是中国东汉时期武陵郡（今天湖南省常德市）蛮人的一个部落首领。
汉桓帝元嘉元年（151年），詹山為了反對官府征服高額賦稅，在武陵郡率领武陵郡辰陽縣（今湖南辰溪縣、麻陽縣）和零陵郡都梁縣（今湖南省武岡市）少数民族起事反汉，聚集部下四千多人，拘拿縣令，聚于深山峡谷之间，在武岡山一帶屢次擊敗官軍。永興元年（153年）漢朝撤換太守，改派應奉進行安撫招誘，起義於是被平定。